# Vigésimo problema de Hilbert
El vigésimo problema de Hilbert (uno de los conocidos como veintitrés Problemas de Hilbert, publicados en 1900 por el matemático alemán David Hilbert), pregunta si todos los problemas de valor límite se pueden resolver (es decir, si los problemas variacionales con ciertas condiciones de contorno tienen soluciones).

## Introducción
Hilbert notó que existían métodos para resolver ecuaciones diferenciales parciales donde los valores de la función se daban en el límite, pero el problema pedía métodos para resolver ecuaciones diferenciales parciales con condiciones más complicadas en el límite (por ejemplo, involucrando derivadas de la función), o para resolver problemas de cálculo de variaciones en más de una dimensión (por ejemplo, problemas de hallar superficies o curvaturas mínimas).

## Declaración del problema
El enunciado original del problema en su totalidad es el siguiente:
Un problema importante estrechamente relacionado con lo anterior [refiriéndose al decimonoveno problema de Hilbert] es la cuestión relativa a la existencia de soluciones de ecuaciones diferenciales parciales cuando se prescriben los valores en el límite de la región. Este problema se resuelve principalmente mediante los métodos entusiastas de H. A. Schwarz, C. Neumann y Poincaré para la ecuación diferencial del potencial. Sin embargo, estos métodos parecen no ser generalmente capaces de extenderse directamente al caso en el que a lo largo de la frontera se prescriben los coeficientes diferenciales o cualquier relación entre estos y los valores de la función. Tampoco pueden extenderse inmediatamente al caso en el que la investigación no está dirigida a superficies potenciales sino, por ejemplo, para superficies de área mínima, o superficies de curvatura gaussiana positiva constante, que deben pasar a través de una curva alabeada prescrita o estirarse sobre la superficie de un anillo determinado. Estoy convencido de que será posible probar estos teoremas de existencia mediante un principio general cuya naturaleza está indicada por el principio de Dirichlet. Este principio general tal vez nos permita abordar la pregunta: ¿No tienen solución todos los problemas de variación regular, siempre que se satisfagan ciertos supuestos con respecto a las condiciones de contorno dadas (digamos que las funciones involucradas en estas condiciones de contorno son continuas y tienen en las secciones uno o más derivadas), y siempre y cuando sea necesario, que la noción de solución se amplíe adecuadamente.

## Problemas de valor límite
En el campo de las ecuaciones diferenciales, un problema de condición de frontera es una ecuación diferencial junto con un conjunto de restricciones adicionales, denominadas condiciones de contorno. Una solución a un problema de valor en la frontera es una solución a la ecuación diferencial que también satisface las condiciones de la frontera.
Para ser útil en aplicaciones, un problema de valor límite debería estar bien definido. Esto significa que, dada la entrada al problema, existe una solución única, que depende continuamente de la entrada. Gran parte del trabajo teórico en el campo de las ecuaciones en derivadas parciales se dedica a demostrar que los problemas de valores límite que surgen de las aplicaciones científicas y de ingeniería están de hecho bien planteados.